# Waipatia
Waipatia  — вимерлий рід, ймовірно, платаністуватих (Platanistoidea) пізнього олігоцену (чатський) Нової Зеландії.

## Таксономія
Типовий вид, Waipatia maerewhenua, відомий за єдиним черепом, знайденим поблизу 45° на південь в Отаго. Другий вид, W. hectori, спочатку був названий Microcetus hectori в 1935 році, але пізніше був визнаний відмінним від Microcetus. Нарешті, у 2015 році M. hectori було визнано другим видом Waipatia на основі підготовки додаткового матеріалу, включеного в голотип.